# Fernando Moner
Fernando Moner (ur. 30 grudnia 1967) – argentyński piłkarz występujący na pozycji obrońcy.

## Kariera klubowa
Od 1986 do 2003 roku występował w klubach San Lorenzo Almagro, Yokohama Flügels, Atlético Madryt, Atlético Tucumán, Platense, Unión, Huracán i Yokohama FC.